# Ночера Супериоре
Ночера Супериоре (итал. Nocera Superiore) је насеље у Италији у округу Салерно, региону Кампанија.
Према процени из 2011. у насељу је живело 23452 становника. Насеље се налази на надморској висини од 71 м.

## Становништво
| 1931.  | 1936.  | 1951.  | 1961.  | 1971.  | 1981.  | 1991.  | 2001.  | 2011.  |
| ------ | ------ | ------ | ------ | ------ | ------ | ------ | ------ | ------ |
| 10.528 | 11.131 | 13.006 | 14.606 | 16.129 | 17.659 | 22.325 | 23.837 | 24.151 |